# Kienberg (Ascha)
Der Weiler Kienberg ist ein Ortsteil auf der Gemarkung Bärnzell der Gemeinde Ascha im niederbayerischen Landkreis Straubing-Bogen. Die kleine Siedlung mit drei Hofstellen liegt gut einen Kilometer südwestlich des Ortskerns von Ascha in offener Flur an der Vorderkante eines südöstlich laufenden und im Ortsbereich in einen steileren Abfall übergehenden Plateaus. Am Südwestfuß entlang zieht der Kienbach in zumeist bewaldetem Kerbtal zur Kinsach, die in deutlich weiterer Flurmulde an der anderen Seite des kleinen Rückens südwärts läuft. Die Bundesstraße 20 zieht etwas vor dem Hangfuß auf der Kinsachseite dem Fluss parallel. Eine Erschließungsstraße von der näher an der Kinsach laufenden Kreisstraße SR 68 her erklimmt den Hang nach Kienberg und läuft dann weiter über das hintere Plateau zur SR 28 von Ascha nach Falkenfels.

## Geschichte
Für die Jahre 1950 und 1961 ist in den Unterlagen der Volkszählungen Kienberg und nicht der Ort Bärnzell als Hauptort der Gemeinde Bärnzell dokumentiert.

### Einwohnerentwicklung
| Jahr                              | 1835 | 1860 | 1861   | 1871   | 1875   | 1885    | 1900    | 1925    | 1950    | 1961    | 1970 | 1987 | 2021 |
| --------------------------------- | ---- | ---- | ------ | ------ | ------ | ------- | ------- | ------- | ------- | ------- | ---- | ---- | ---- |
| Einwohner Ort Kienberg            | 26   | 27   | 22     | 19     | 20     | 45      | 25      | 23      | 29      | 18      | 15   | 16   |      |
| Gebäude mit Wohnraum              | 5    | 5    |        |        |        | 5       | 5       | 4       | 4       | 5       |      | 3    | 3    |
| Anteil an der Gemeindebevölkerung |      |      | 8,87 % | 7,42 % | 8,03 % | 18,15 % | 10,12 % | 10,70 % | 12,95 % | 10,71 % |      |      |      |
| Einwohner Gemeinde Bärnzell       |      |      | 248    | 256    | 249    | 248     | 247     | 215     | 224     | 168     |      |      |      |

Auffällig bei der Bevölkerungsentwicklung ist das Jahr 1885, mit einer Zunahme der Einwohner um 125 % innerhalb von zehn Jahren und einem darauf folgenden Rückgang um 44 % innerhalb von fünf Jahren.